# Jacob Christian Jacobsen
Jacob Christian Jacobsen (Copenhague, 2 de septiembre de 1811 - Roma, 30 de abril de 1887), más conocido como J. C. Jacobsen, fue un empresario y filántropo danés. También es conocido por ser el fundador de la fábrica de cerveza Carlsberg.

## Biografía
No tenía ninguna formación académica o científica (a pesar de haber asistido a algunas conferencias de Hans Christian Oersted). En la década de 1840, se dio cuenta de que la producción de cerveza, que hasta entonces había hecho en numerosas fábricas pequeñas de cerveza, ahora tenía que basarse en métodos científicos y ser industrializada.
En 1844, funda la fábrica de cerveza Carlsberg (por el nombre de su hijo, Carl Jacobsen), en Valby, en las afueras de Copenhague, donde ha permanecido desde entonces. Siendo extremadamente escrupuloso para la obtención de cerveza de alta calidad, funda en 1875 el Laboratorio Carlsberg.
Tenía mucho interés en los asuntos públicos, por lo que formó parte del Partido Liberal Nacional —volviéndose con el tiempo más conservador— como diputado durante períodos entre 1854 y 1871, y como un firme defensor del partido. Además fue un conocido patrocinador de arte. Tras el incendio del Palacio de Frederiksborg en 1859, pagó por su reconstrucción.
En 1876 funda la Carlsberg-fonde (la Fundación Carlsberg), que se convirtió en su heredero a causa de problemas familiares en los años siguientes. Debido a un conflicto con su hijo Carl, llevó a la fundación tardía de la Cervecería Ny Carlsberg (Nueva Carlsberg) en 1882. La reconciliación, sin embargo, llegó en 1886. Este conflicto fue el tema de debate de la serie de televisión danesa Bryggeren que se emitió en 1997.
La amplia colección de arte de Jacobsen ahora se encuentra en la Ny Carlsberg Glyptotek, un museo en Copenhague fundado por su hijo, Carl Jacobsen.